# Sensu lato

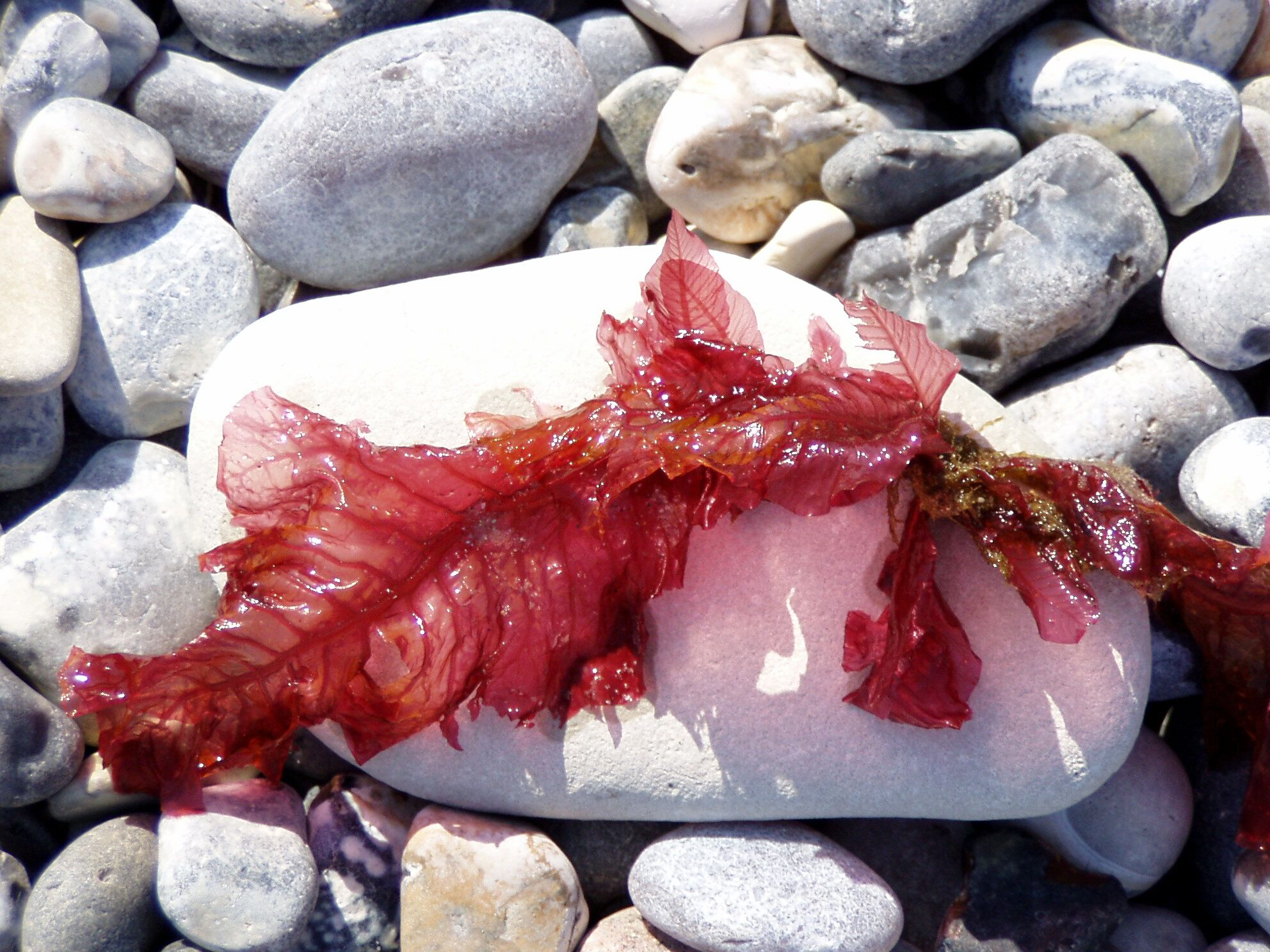
Krasnorosty (na tym zdjęciu żebrowiec krwisty) są lub nie są roślinami, w zależności od szerokiego lub wąskiego ujęcia królestwa roślin.

Sensu lato (częsty skrót s.l.) – łacińskie wyrażenie (w ablatywie), oznaczające „w szerokim sensie”. 

## Definicja
Szczególnie często wyrażenie sensu lato używane jest w taksonomii biologicznej dla zaznaczenia, że dany autor z dwóch uprawnionych ujęć pewnej jednostki systematycznej używa rozumienia (ujęcia) szerszego. 
Przeciwieństwem ujęcia szerokiego jest ujęcie wąskie, w taksonomii oznaczane wyrażeniem sensu stricto (skrót s.s.). Jeżeli istnieje więcej uprawnionych ujęć, wtedy można spotkać się z dodatkowymi określeniami, np. sensu latissimo („w najszerszym sensie”).
Rzadziej wyrażenie sensu lato oznacza „w rozpowszechnionym sensie”.

## Przykłady użycia
W literaturze botanicznej spotyka się trzy ujęcia królestwa roślin:
- Plantae (sensu lato): glaukofity, krasnorosty i rośliny zielone[4][5];
- Plantae (sensu stricto): tylko rośliny zielone (glony i lądowe)[6];
- Plantae (sensu strictissimo): tylko rośliny lądowe[7].